# Тибо, Таммара
Таммара Тибо (род. 27 декабря 1996, Сен-Жорж, Квебек) — канадская боксёрша. Чемпионка мира 2022 года. Призёр чемпионата мира 2019 года. Бронзовый призёр Панамериканских игр 2019 года.

## Карьера
На 10-м чемпионате мира по боксу среди женщин в Индии, уступила в четвертьфинале в весовой категории до 75 кг спортсменке из Нидерландов Нушке Фонтейн.
На Панамериканских играх в Лиме в 2019 году, в весовой категории до 75 кг, она сумела добраться до полуфинального поединка, в котором уступила колумбийской спортсменке Джессике Кайседо, и завоевала бронзовую медаль турнира.
Предолимпийский чемпионат мира 2019 года, который состоялся в Улан-Удэ в октябре, канадская спортсменка завершила полуфинальным поединком, уступив нидерландской спортсменке Нушке Фонтейн по раздельному решению судей. В результате на одиннадцатом чемпионате мира по боксу среди женщин она завоевала бронзовую медаль.